# Gottfried Keller
Gottfried Keller (født 19. juli 1819 i Zürich, død 15. juli 1890 samme sted) var en schweizisk forfatter.

## Forfatterskab
Han er bedst kendt for romanen Der grüne Heinrich. Keller udgav sine første digte i 1846. I 1855 kom den halvt selvbiografiske Der grüne Heinrich, som beskriver en ung mand med en mislykket kunstkarriere. I 1872 kom Sieben Legenden. Keller var en god fortæller, og skrev nogen af de mest kendte tyske noveller fra denne periode. Blandt disse kan nævnes Romeo und Julia auf dem Dorfe og Züricher Novellen. 